# Król afer
Król afer (ang. The King of Torts) – książka napisana przez Johna Grishama, wydana w 2003 r. 
Akcja osadzona jest w dzisiejszych Stanach Zjednoczonych i ukazuje "brudy" tego wielkiego mocarstwa. Poznajemy Claya Cartera, osobę pracującą "za grosze" w Urzędzie Obrońcy Publicznego od lat. Jest on prawnikiem, wiernym własnym poglądom, uczciwym i pracowitym. Jednak pewnego dnia na w jego życie wkracza niejaki Max Pace. Oferuje naszemu bohaterowi bagatelną sumę 15 milionów dolarów za dość "brudną" sprawę. Clay staje w obliczu wielkich pieniędzy, wielkiego świata, wielkich ludzi, wielkiej afery, ale też wielkich przemyśleń wewnętrznych i wyrzutów sumienia. Bohater rozpoczyna grę, która może go wynieść poza świat "zwykłych ludzi" i wprowadzić do śmietanki towarzyskiej, która posiada swoje tajemnice.